# 곡성서초등학교
곡성서초등학교는 대한민국 전라남도 곡성군 곡성읍 학교로 103 (읍내리)에 있었던 초등학교이다. 폐교 후에는 현재 곡성중앙초등학교가 이전 위치해 있다.

## 연혁
- 1966년 6월 30일 곡성중앙국민학교 곡성북분교장 인가
- 1968년 7월 23일 곡성북국민학교 인가
- 1969년 2월 27일 교명 변경 (곡성서국민학교)
- 1987년 3월 10일 병설유치원 개원
- 1994년 3월 1일 도상국민학교 통폐합
- 1996년 3월 1일 교명 변경 (곡성서초등학교)
- 2005년 3월 1일 폐교 (곡성중앙초등학교로 통합)